# Vîșkivske, Stavîșce
Vîșkivske (în ucraineană Вишківське) este un sat în comuna Vînarivka din raionul Stavîșce, regiunea Kiev, Ucraina.

## Demografie
Componența lingvistică a localității Vîșkivske
     Ucraineană (100%)
Conform recensământului din 2001, toată populația localității Vîșkivske era vorbitoare de ucraineană (100%).